# Harry Halbreich
Harry Leopold Halbreich (Berlim, 9 de fevereiro de 1931 - Uccle, 27 de junho de 2016) foi um  musicólogo belga.
Harry teria estudado a partir de 1949 a 1952, no Conservatório de Música de Genebra, de 1952 a 1954, na École Normale de Musique, em Paris, Arthur Honegger, e a partir de 1955 a 1958, no Conservatório de Paris com Olivier Messiaen. De 1970 a 1976, exerceu análise musical no Conservatório Real de Mons. Palestras e seminários o levaram a Itália, Espanha e Japão. Além disso, ele produziu inúmeros programas de rádio e um para a RTBF, em Bruxelas.
O foco principal da metade das músicas escritas foi de compositores do século XIX e XX, incluindo Edgar Varèse, Olivier Messiaen, Arthur Honegger e Bohuslav Martinů. Para os dois últimos criou detalhadas listas de obras, com a abreviatura "H" no prefixo.